# Giuseppe Iachini
Giuseppe „Beppe“ Iachini (* 7. Mai 1964 in Ascoli Piceno) ist ein ehemaliger italienischer Fußballspieler und heutiger -trainer.

## Karriere

### Als Spieler
Iachini begann seine Karriere bei seinem Jugendverein Ascoli Calcio 1898. Nach einem kurzen Engagement bei Como Calcio kehrte er zu Ascoli zurück und entwickelte sich zum Stammspieler. In den folgenden Jahren spielte er für bekannte Vereine wie AC Hellas Verona, AC Florenz und US Palermo. Mit Florenz konnte in der Spielzeit 1993/94 die Meisterschaft in der Serie B feiern. Nach einem weiteren Jahr bei der US Ravenna spielte er noch bei der AC Venedig 1907, bevor er seine Spielerkarriere bei der US Alessandria Calcio ausklingen ließ.
Für die U-21 Italiens absolvierte Iachini von 1985 bis 1986 drei Partien.

### Als Trainer
Bereits kurz nach dem Ende seiner Spielerlaufbahn begann Iachini seine Tätigkeit als Trainer. So war er kurzzeitig Co-Trainer des FC Piacenza, bevor er die AC Venedig 1907 trainierte. Nach zwei weiteren kurzen Stationen bei der AC Cesena und Vicenza Calcio kehrte er zum FC Piacenza zurück und blieb diesmal drei Jahre, Iachinis bisher längster Trainerposten. 2007 wechselte er zu Chievo Verona, mit der er in der Saison 2007/08 die Zweitligameisterschaft gewinnen konnte. Bereits in der Folgesaison musste er Chievo jedoch aufgrund von Erfolglosigkeit verlassen. Darauf folgten zwei Kurztätigkeiten bei Brescia Calcio sowie eine Station bei Sampdoria Genua.
2012 verpflichtete die AC Siena Iachini als Nachfolger für Serse Cosmi, um den drohenden Abstieg aus der Serie A zu vermeiden. Da dies nicht gelang, wurde Iachini erneut beurlaubt, fand jedoch früh eine neue Position als Cheftrainer: Die ebenfalls abgestiegene US Palermo suchte nach der Entlassung von Gennaro Gattuso im September 2013 bereits einen neuen Trainer. Nach einem schwachen Saisonstart konnte er die Sizilianer souverän zur Meisterschaft der Spielzeit 2013/14 und in die Serie A führen. Nach einem durchwachsenen Saisonstart wurde Iachini im November 2015 entlassen. Nach verschiedenen Nachfolgern wird Iachini im Februar 2016 wieder eingestellt, verlässt die Mannschaft Anfang März jedoch wieder.
Von Mai bis Oktober 2016 war Iachini Trainer von Udinese Calcio.
Am 27. November 2017 stellte die US Sassuolo Calcio Iachini als Nachfolger für den zuvor entlassenen Cristian Bucchi vor. Den Verein betreute Iachini bis zum Ende der Saison 2017/18. Ab November 2018 trainierte Iachini den Serie-A-Aufsteiger FC Empoli. Er hatte die Mannschaft auf Platz 18 stehend übernommen und wurde ohne nennenswerte Verbesserung der Mannschaftsleistung im März 2019 durch seinen direkten Vorgänger Aurelio Andreazzoli ersetzt.
Von 2019 bis 2020 sowie 2021 war Iachini Trainer der AC Florenz. In der Saison 2021/22 trainierte er Parma Calcio in der Serie B. 2024 war er etwa zwei Monate lang Trainer der SSC Bari.

## Erfolge

### Als Spieler
- U-21-Vize-Europameister: 1986
- Italienische Zweitligameisterschaft: 1993/94

### Als Trainer
- Italienische Zweitligameisterschaft: 2007/08, 2013/14

## Trivia
Giuseppe Iachini war in der Serie-B-Saison 2013/14 durchgängig Trainer der US Palermo. Damit ist er – seit der Präsidentschaft von Maurizio Zamparini (seit 2002 im Amt) – bisher (Stand: November 2017) der einzige Trainer, der eine gesamt Spielzeit als Trainer Palermos tätig war.